# Неккартайльфінген
Неккартайльфінген (нім. Neckartailfingen) — громада в Німеччині, знаходиться в землі Баден-Вюртемберг. Підпорядковується адміністративному округу Штутгарт. Входить до складу району Есслінген.
Площа — 8,26 км2. Населення становить 3880 ос. (станом на 31 грудня 2020).